# د. أ. لافي
د. أ. لافي (بالإنجليزية: D. A. Levy)‏ هو فنان وشاعر أمريكي، ولد في 29 أكتوبر 1942، وتوفي في 24 نوفمبر 1968.